# Леви, Симона
Симона Леви (англ. Simona Levi; род. 23 июля 1966, Турин, Италия) — итальянский (натурализованный испанский) междисциплинарный художник и активист из Барселоны, Испания, с 1990 года — активист европейских социальных движений, которые поддерживают свободное распространение знаний; участница движения в защиту права на жильё, борьбы с коррупцией и т. д. В последние несколько лет сосредоточена на вопросах свободной культуры, электронной демократии и стратегического использования цифровых инструментов для коллективной организации, коммуникации и взаимодействия.

## Карьера в искусстве
Режиссёр, актриса и танцовщица по образованию, Симона Леви изучала театральное мастерство в Париже, в школе Жака Лекок (Jacques Lecoq). Она начала с гастролей в качестве актрисы с несколькими труппами в 1982 году, и в конце концов поселилась в Барселоне в 1990 г. В 1994 г. она основала в Барселоне CONSERVAS — сцене для местного, инновационного, независимого исполнительского искусства на основе собственной производственной парадигмы.
В 1999 году она основала «Compañia Conservas», и в тот же год компания представила свою пьесу, Femina Ex Machina, которая была удостоена нескольких наград (FAD Special Critics Price и Aplaudiment Award), и гастролировала с фестивалями и театрами по Европе (Испания, Франция, Великобритания, Швейцария, Италия, Словения, Норвегия и т. д.) в течение более чем двух лет. В 2003 году, опять же с Домиником Грандмоэн, она поставила вторую работу, Seven Dust, премьера которой состоялась в Барселоне. В 2007 году совместно с Марком Сампере (Marc Sampere), она стала сорежиссёром третьего шоу, Realidades Avanzadas, в конце которого зрители могли взять домой DVD с текстами, видео, музыкой и изображениями, используемыми в шоу. Идея для производства было вызвано видео, размещенных на YouTube в октябре 2006 года, что осудил спекуляции недвижимостью и включены кадры записанного скрытой камерой в анти-моббинг офис в Барселоне городского совета. Видео было удалено из YouTube по требованию банка La Caixa, который якобы нарушение авторских прав на основе использования изображений одного из его филиалов.
С 2001 по 2011 год Симона Леви была режиссёром фестиваля InnMotion (Performing and Applied Arts Festival InnMotion), который проходил в Центре современной культуры Барселоны (исп. Centre de Cultura Contemporània de Barcelona).

## Общественная деятельность
Симона Леви является одним из основателей eXgae (ныне X.net), некоммерческой ассоциации, созданной в 2008 году. С 2008 года, X.net, при поддержке CONSERVAS, организовал ежегодную церемонию награждения oXcars, которая ставит в центр внимания проекты, созданные в различных художественных дисциплинах, основанных на парадигме свободной культуры и обмена свободными данными.
Как член X.net, она также является координатором Форума свободной культуры (FCForum), в котором организации и отдельные эксперты в области свободного знания и культуры работают над созданием глобальной стратегической основы для действий и координации. Она также является одним из основателей Red Sostenible, гражданской платформы, созданной в январе 2010 года, чтобы бороться против введения законодательства в сфере распространения, копирования и скачивания информации.
В 2010 году она появилась перед Парламентским подкомитетом Европейского Союза, занимающегося реформами в сфере права интеллектуальной собственности, чтобы защитить предложения, содержащиеся в «Хартии инноваций, творчества и доступа к знаниям», документа, который был написан вместе с участниками Форума свободной культуры. Она сделала обзор некоторых из упущений и недочётов в законодательстве, и предложила возможные решения, изложенные в Хартии, такие как отмена в Испании Права на вознаграждение за свободное воспроизведение фонограмм и аудиовизуальных произведений в личных целях или («Canon Digital») и необходимости реструктуризации авторских отчислений, утверждая, что они «мешают свободной циркуляции знаний».